# 221 (عدد)
221 هو عدد صحيح  طبيعي بين 220 و222

## في الرياضيات

### خصائص
- 221 عدد فردي
- 221 عدد ناقص